# 합금

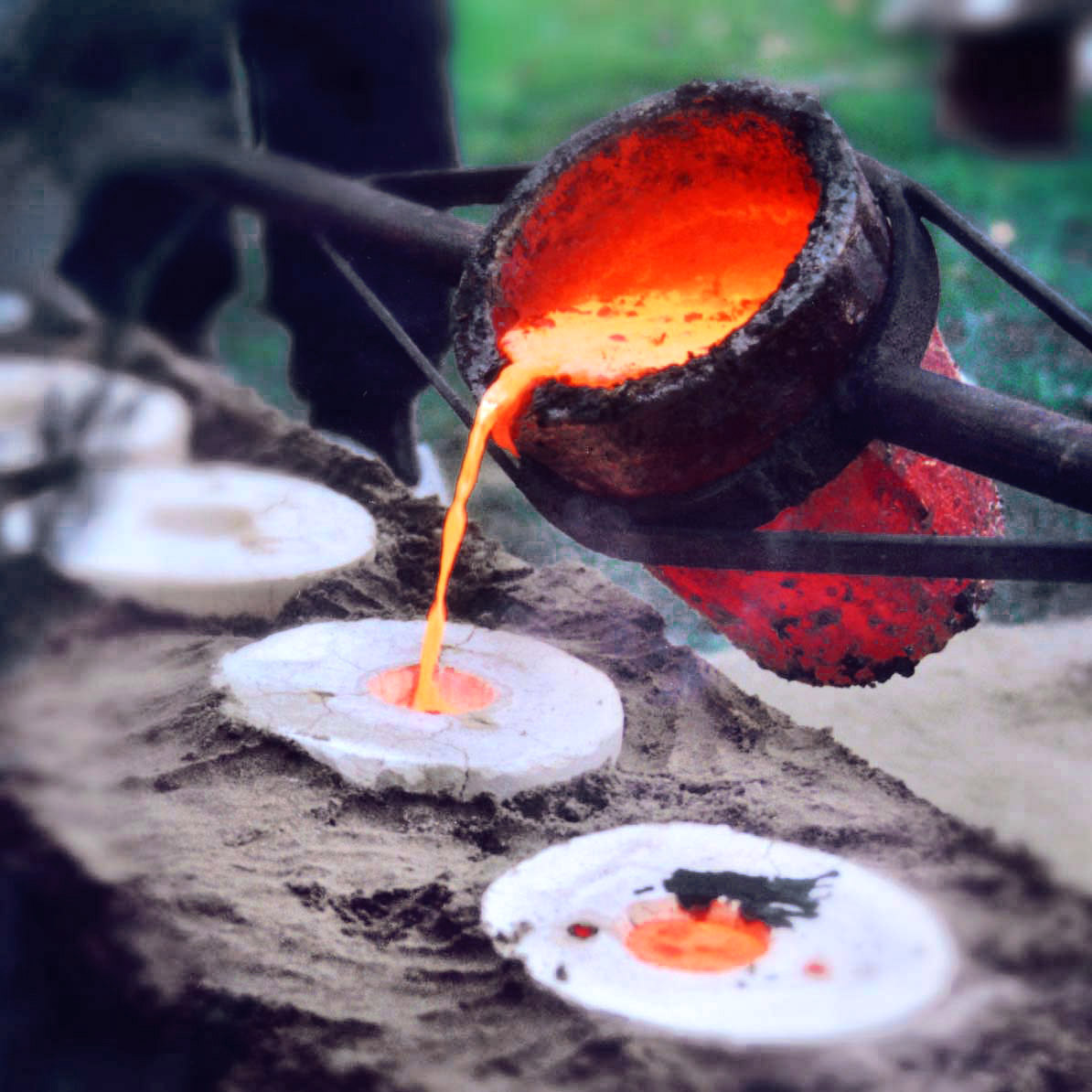

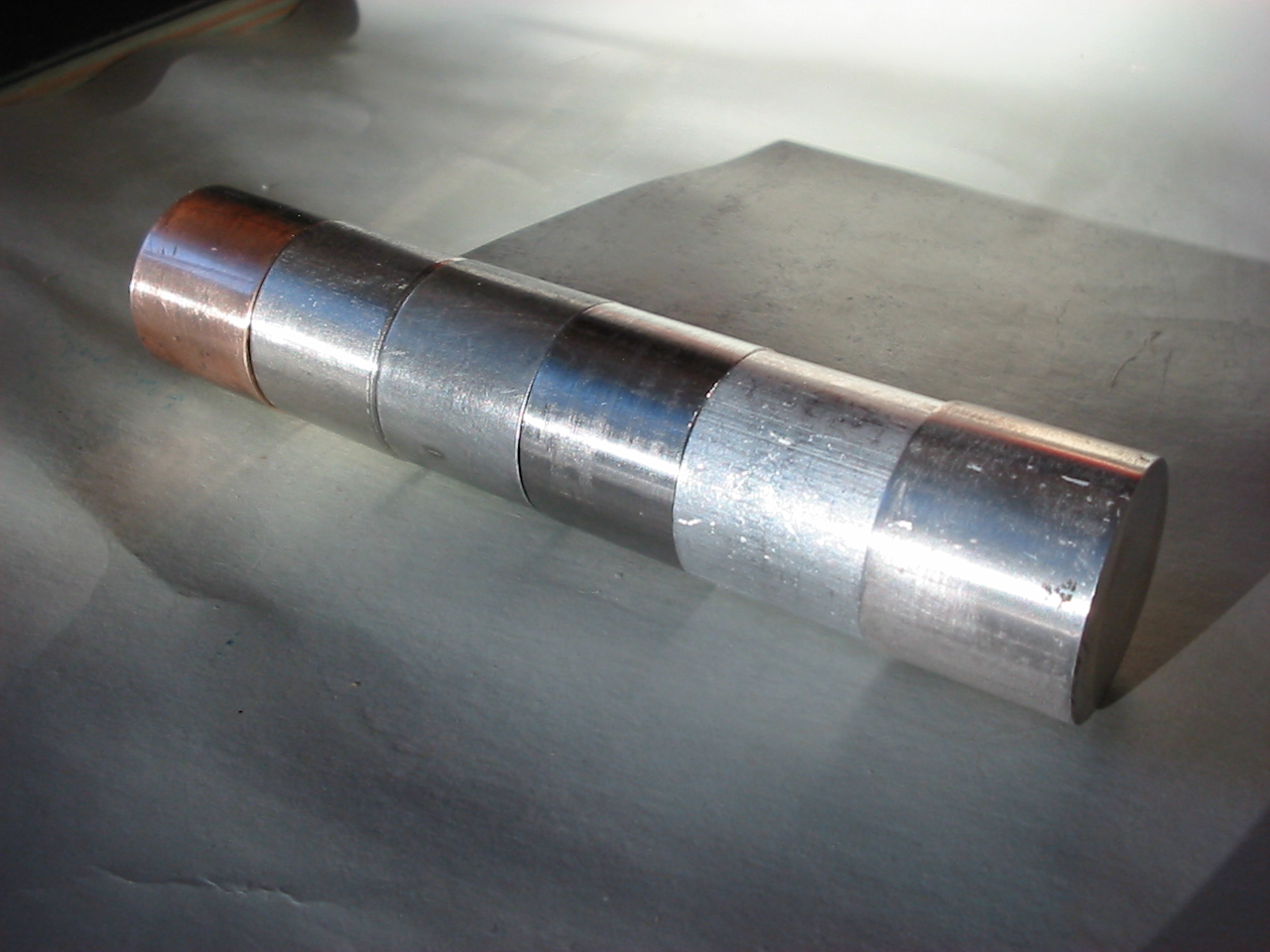
왼쪽부터 오른쪽으로: 세 가지 합금(베릴륨구리, 인코넬, 강철)과 세 가지 순수 금속(타이타늄, 알루미늄, 마그네슘)

합금(合金, 영어: alloy)은 금속에 다른 금속 또는 원소를 합쳐서 얻는 금속 성질을 띤 물질을 말한다. 원래의 금속과는 다른 특성을 지닌다.
합금은 화학 원소의 혼합물로, 대부분의 경우 적어도 하나는 금속 원소이지만 때로는 원소 혼합물에도 사용된다. 여기서는 금속 합금만 설명한다. 대부분의 합금은 금속성이며 우수한 전기 전도성, 연성, 불투명도 및 광택을 나타내며 증가된 강도 또는 경도와 같은 순수 원소와 다른 특성을 가질 수 있다. 어떤 경우에는 합금이 중요한 특성을 유지하면서 재료의 전체 비용을 줄일 수 있다. 다른 경우에는 혼합물이 내식성이나 기계적 강도와 같은 시너지 특성을 부여한다.
합금에서 원자는 일반적으로 화합물에서 발견되는 공유 결합이 아닌 금속 결합으로 결합된다. 합금 성분은 일반적으로 실제 응용 분야에서는 질량 백분율로 측정되고 기초 과학 연구에서는 원자 분율로 측정된다. 합금은 일반적으로 합금을 형성하는 원자 배열에 따라 치환 합금 또는 격자간 합금으로 분류된다. 이는 균질(단일 상으로 구성), 이종(2개 이상의 상으로 구성) 또는 금속간 화합물로 더 분류될 수 있다. 합금은 금속 원소의 고용체(모든 금속 입자(결정)가 동일한 조성을 갖는 단일 상)이거나 금속상의 혼합물(2개 이상의 용액, 금속 내에 서로 다른 결정의 미세 구조를 형성함)일 수 있다.
합금의 예로는 레드 골드(금 및 구리), 화이트 골드(금 및 은), 스털링 실버(은 및 구리), 강철 또는 실리콘강(각각 비금속 탄소 또는 실리콘을 함유한 철), 땜납, 황동, 퓨터, 두랄루민, 청동, 아말감 등이 있다.
합금은 건물부터 자동차, 수술 도구에 이르기까지 모든 것에 사용되는 강철 합금부터 항공우주 산업에 사용되는 이국적인 타이타늄 합금, 비점화 도구용 베릴륨-구리 합금에 이르기까지 다양한 응용 분야에 사용된다.

## 종류

### 구리 합금
- 청동 : 구리 + 주석
- 황동(놋쇠) : 구리 + 아연
- 백동 : 구리 + 니켈
- 양은(양백) : 구리 + 니켈 + 아연

### 비스무트 합금
- 비스무트 합금 : 비스무트 + 납 + 주석

### 기타 금속 합금
- 강 : 철 + 탄소 + ...
- 두랄루민 : 알루미늄 + 구리 + 마그네슘 + 망간

## 같이 보기
- 합금 목록
- 초합금(Superalloy)
- 인코넬(Inconel)
- 니모닉(Nimonic)
- 이상적 혼합물(Ideal mixture)
- 금속간 화합물
- 고엔트로피 합금
- 고용체
- 흄-로더리 규칙
- 메탈빌드
- 뿌꾸합금
- 메탈 로봇혼
- 다이캐스팅
- 토미카
- 핫 휠